# Zilveren operettetijdperk
Het Zilveren operettetijdperk (Duits: Silberne Operettenära) is de periode in de geschiedenis van de operette tussen circa 1900 en 1920. Het volgde op het Gouden operettetijdperk dat verwijst naar de veertig operettejaren ervoor. Het tijdperk eindigde met de opkomst van de revue en de speelfilms.
In dit tijdperk kende de operette economische bloei met de oprichting en hervormingen van talrijke theatergebouwen. In deze tijd werden onder meer het Johann Strauß-Theater, het Wiener Bürgertheater en het Wiener Stadttheater gebouwd. Ook breidde de populariteit van het genre zich uit naar het buitenland.
Vertegenwoordigers van dit tijdperk zijn componisten als Franz Lehár (1870-1948) met stukken als zoals Die lustige Witwe en Giuditta, Leo Fall (1876-1925), Emmerich Kálmán (1882-1953), Ralph Benatzky (1884-1957), Oscar Straus (1870-1954) en Robert Stolz (1880-1975).